# San Juan (rijeka u Kolumbiji)
San Juan je rijeka u Kolumbiji. Pripada tihooceanskom slijevu.